# Wymiarki (stacja kolejowa)
Wymiarki – nieczynna stacja kolejowa w Wymiarkach, w województwie lubuskim, w Polsce.